# Зефір (тканина)

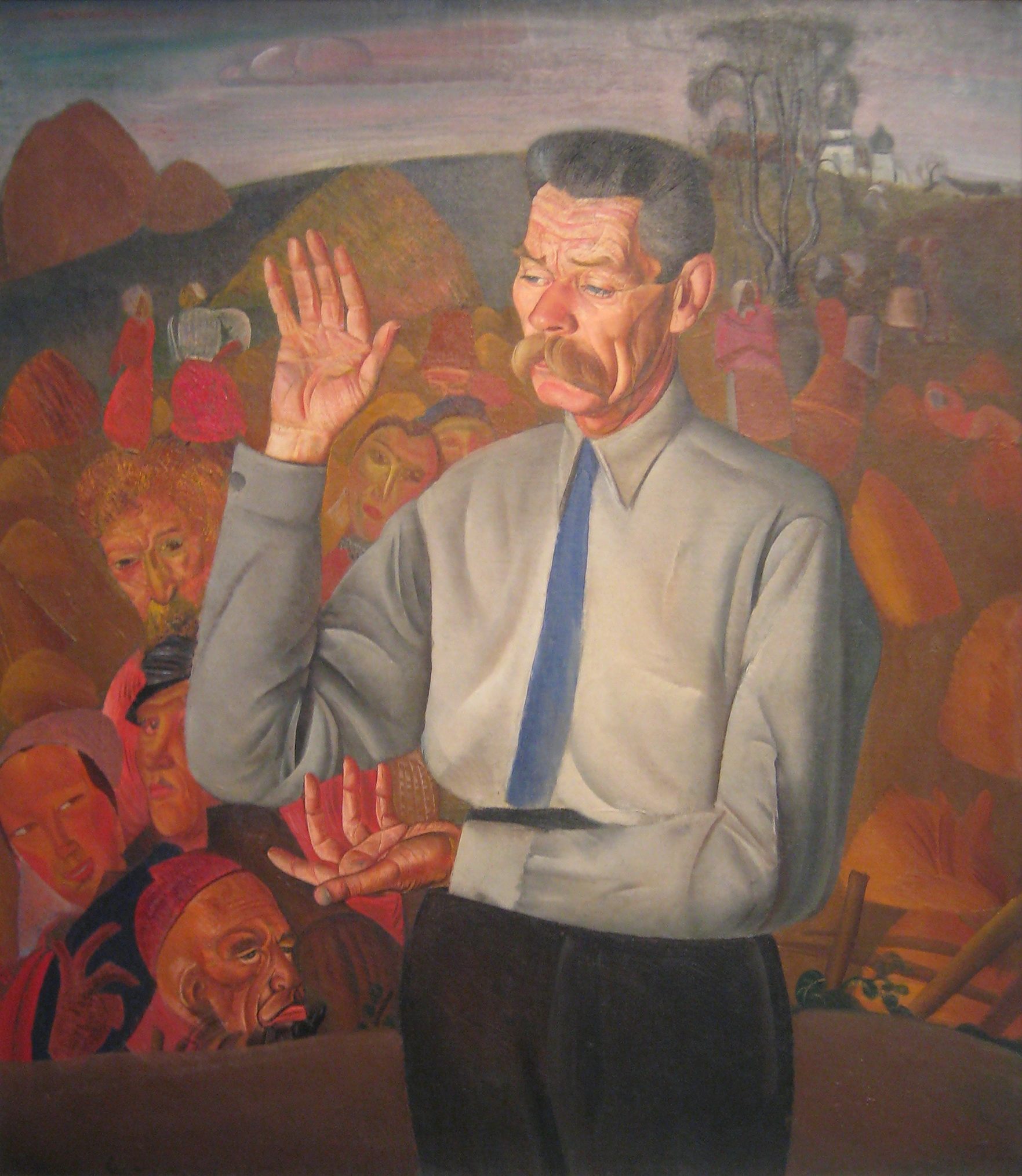
Б. Д. Григор'єв. Портрет А. М. Горького. 1926

Зефі́р (дав.-гр. Ζέφυρος) — щільна і міцна бавовняна тканина з тонкої пряжі високої якості. Назва тканини з натяком на вітер за ідеєю виробників підкреслювала її легкість.

## Опис
Зефір має гладку поверхню і шовковистий блиск. Виробляють з текстильним орнаментом у дрібну смужку або клітинку з кольорових або потовщених ниток основи чи утоку. Крім строкатого зефір випускавли також вибілений і кольоровий. Тканина добре переться. 
Крім того, зефіром також називали вовняну тканину з вищих сортів овечої вовни. З бавовняного зефіру шили переважно літні чоловічі сорочки. Чоловічі сорочки з вовняного зефіру вважалися найякіснішими. Крім чоловічих сорочок із зефіру шили дамські комірці, рукавчики та сукні.

## У культурі
У М. А. Булгакова в «Білій гвардії» у білу зефірну сорочку з жилетом був одягнений Михайло Семенович. Визначення «зефір» додавали до назв інших видів тканин, щоб вказати на їхню високу якість, наприклад, драп-зефір.